# Маллинс-центр
Маллинс-центр (англ. Mullins Center), полное название Мемориальный центр Уильяма Д. Маллинса (англ. William D. Mullins Memorial Center), — мультифункциональная арена, расположенная в кампусе университета Массачусетса в Амхерсете. Арена вместимостью 9493 человек является домашней площадкой для мужской и женской баскетбольных команду университета, а также для мужской хоккейной команды. Кроме того в «Маллинс-центре» проходят концерты, семейные шоу и театральные представления. К зданию прилегает Mullins Community Ice Rink — общественный каток и залы для занятия ракетболом, где свои домашние игры проводит женская хоккейная команда университета.
Идею постройки многофункционального комплекса в университете предложил член палаты представителей от Лудлоу Уильям Маллинс в 1985 году, который считал, что строительство такого здания поможет развитию спортивных программ университета, а также общему развитию учебного заведения. Хотя Маллинс умер в 1986 году, руководство штата решило закончить начатое им дело и построить спортивное сооружение, которое впоследствии стало носить его имя. Новая спортивная арена заменила собой «Карри Хикс-кейдж» — баскетбольный зал, построенный в 1930-х годах, где баскетбольная команда «УМасс Минитмен» проводила свои домашние матчи. Кроме того, «Маллинс-центр» смог принимать хоккейные матчи, что позитивно сказалось на местной хоккейной программе, которая в конце 1970-х годов вылетела из первого дивизиона NCAA.
Управлением сооружения занимается компания Global Spectrum, выполняющая подобную функцию в более чем 70 спортивных сооружениях на всей территории США.